# 海狗角
61°12′S 54°00′W / 61.200°S 54.000°W

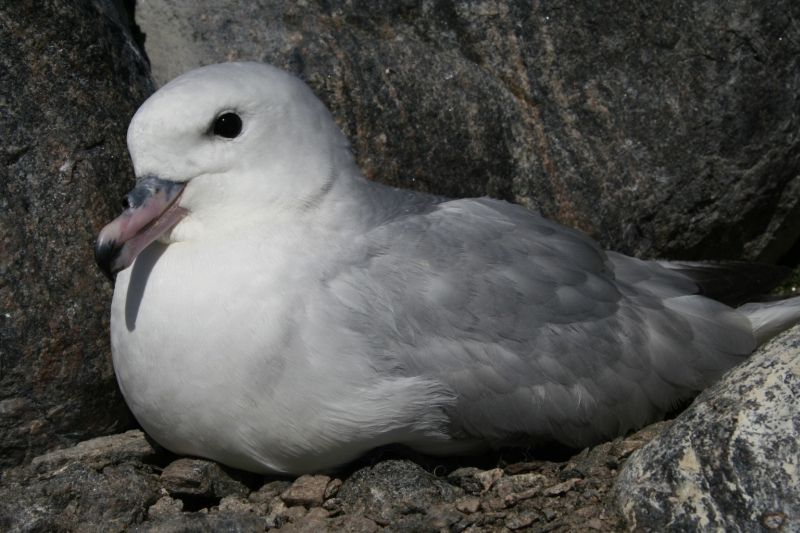

海狗角（Fur Seal Point），是南極洲的海岬，位於南設得蘭群島的克拉倫斯島東岸，面積205公頃，被國際鳥盟列為重點鳥區，是約57,000雙南極企鵝的棲息地，現時由南極條約體系管理。